# Sauvagesia paniculata
Sauvagesia paniculata är en tvåhjärtbladig växtart som beskrevs av D.B.O.S.Cardoso och A.A.Conc.. Sauvagesia paniculata ingår i släktet Sauvagesia och familjen Ochnaceae. Inga underarter finns listade i Catalogue of Life.